# Parc du marché (Hämeenlinna)
Le parc du marché (finnois : Toripuisto) est un petit parc du quartier de Saaristenmäki à  Hämeenlinna en Finlande,.

## Présentation
Le parc est situé à l'est de la place du marché, en face de l'église de Hämeenlinna. 
Le parc a été conçu en 1910 par Armas Lindgren.
Le parc du marché a une fontaine, deux pavillons de marché construits dans les années 1910 et des statues de Paavo Cajander et Larin-Kyösti.
Le parc Toripuisto est bordé à l'ouest par la place du marché, à l'est par Linnankatu, au sud par Raatihuoneenkatu et au nord par Hallituskatu. 
Le petit parc de forme allongée mesure 15 m dans le sens est-ouest et 85 m dans le sens nord-sud, une sentier reliant la place du marché à l'église traverse le parc.